# Henry of Cornhill
Henry of Cornhill (* um 1135; † zwischen 29. September 1192 und 29. September 1193) war ein englischer Adliger und Beamter.
Henry of Cornhill war der älteste Sohn von Gervase of Cornhill. Sein Vater war ein reicher Kaufmann aus London, der mehrfach als königlicher Richter und Sheriff gedient hatte.
Spätestens ab 1175 diente Henry dem königlichen Haushalt als Einkäufer für Stoffe und weitere Güter. 1181 wurde er Verwalter für die dem König heimgefallene Herrschaft Rayleigh und 1183 für das heimgefallene Boulogne. Nach dem Tod seines Vaters vor September 1184 erbte Henry dessen Besitzungen in London sowie in anderen Teilen Englands. Als Erbe seines Vaters wurde er auch Sheriff von Surrey. Von 1187 bis 1189 diente er als einer der beiden Sheriffs von London. Durch seine Heirat mit Alice de Courcy, einer Tochter des Barons William de Courcy (Haus Courcy), erwarb Henry die Baronie Stogursey, zu der über 25 Knight’s fees in Somerset, Dorset, Oxfordshire, Northamptonshire und weiteren Teilen Englands gehörten. Mit diesem Erbe stieg Henry zu einem bedeutenden Baron auf. Er gehörte zu den wenigen Getreuen, die noch im Gefolge von König Heinrich II. waren, als dieser 1189 in Chinon starb. Der neue König Richard Löwenherz bestätigte Cornhills Ämter. Im Auftrag des Königs rüstete Cornhill dann bis 1190 die Flotte aus, mit der Richard zum Dritten Kreuzzug aufbrach. Gegen die Zahlung einer Gebühr von 100 Mark wurde Cornhill 1190 High Sheriff of Kent und Keeper of the Exchange. In diesem Amt arbeitete er eng mit Kanzler William Longchamp zusammen. Als dieser während der Abwesenheit des Königs im Oktober 1191 gestürzt wurde, verlor auch Cornhill seine Ämter. Er starb zwischen Michaelis 1192 und Michaelis 1193.
Mit seiner Frau Alice hatte er eine Tochter, die seine Erbin wurde:
- Joan († nach 1224) ⚭ Hugh de Neville

Nach seinem Tod heiratete seine Witwe um 1193 Warin Fitzgerald.